# Pterophorus constanti
Pterophorus constanti is een vlinder uit de familie van de vedermotten (Pterophoridae). De wetenschappelijke naam van de soort werd voor het eerst geldig gepubliceerd in 1875 door Émile Louis Ragonot.